# Wallace (South Dakota)
Wallace is een plaats (town) in de Amerikaanse staat South Dakota, en valt bestuurlijk gezien onder Codington County.

## Demografie
Bij de volkstelling in 2000 werd het aantal inwoners vastgesteld op 86.
In 2006 is het aantal inwoners door het United States Census Bureau geschat op 85, een daling van 1 (-1,2%).

## Geografie
Volgens het United States Census Bureau beslaat de plaats een oppervlakte van
0,3 km², geheel bestaande uit land. Wallace ligt op ongeveer 542 m boven zeeniveau.

## Plaatsen in de nabije omgeving
De onderstaande figuur toont nabijgelegen plaatsen in een straal van 24 km rond Wallace.

## Geboren
- Hubert Humphrey (1911-1978), vicepresident van de Verenigde Staten, senator en burgemeester van Minneapolis